# ダチア (自動車)

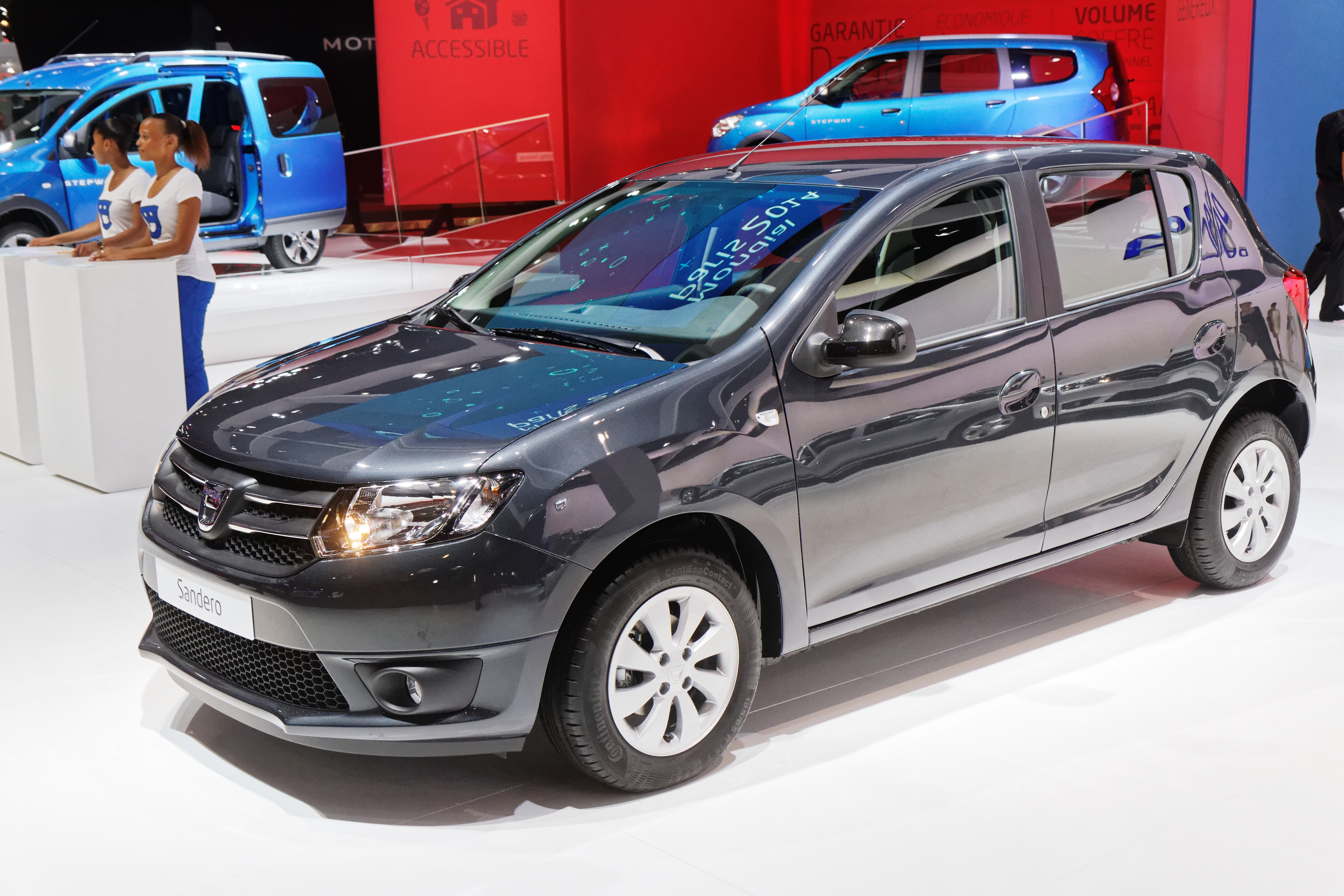
ダチア・サンデロ

ダチア（Dacia ）は、ルーマニアの自動車メーカーで、現在はルノーグループ傘下。社名の由来は同国の古称「ダキア」から。

## 概略

### 設立

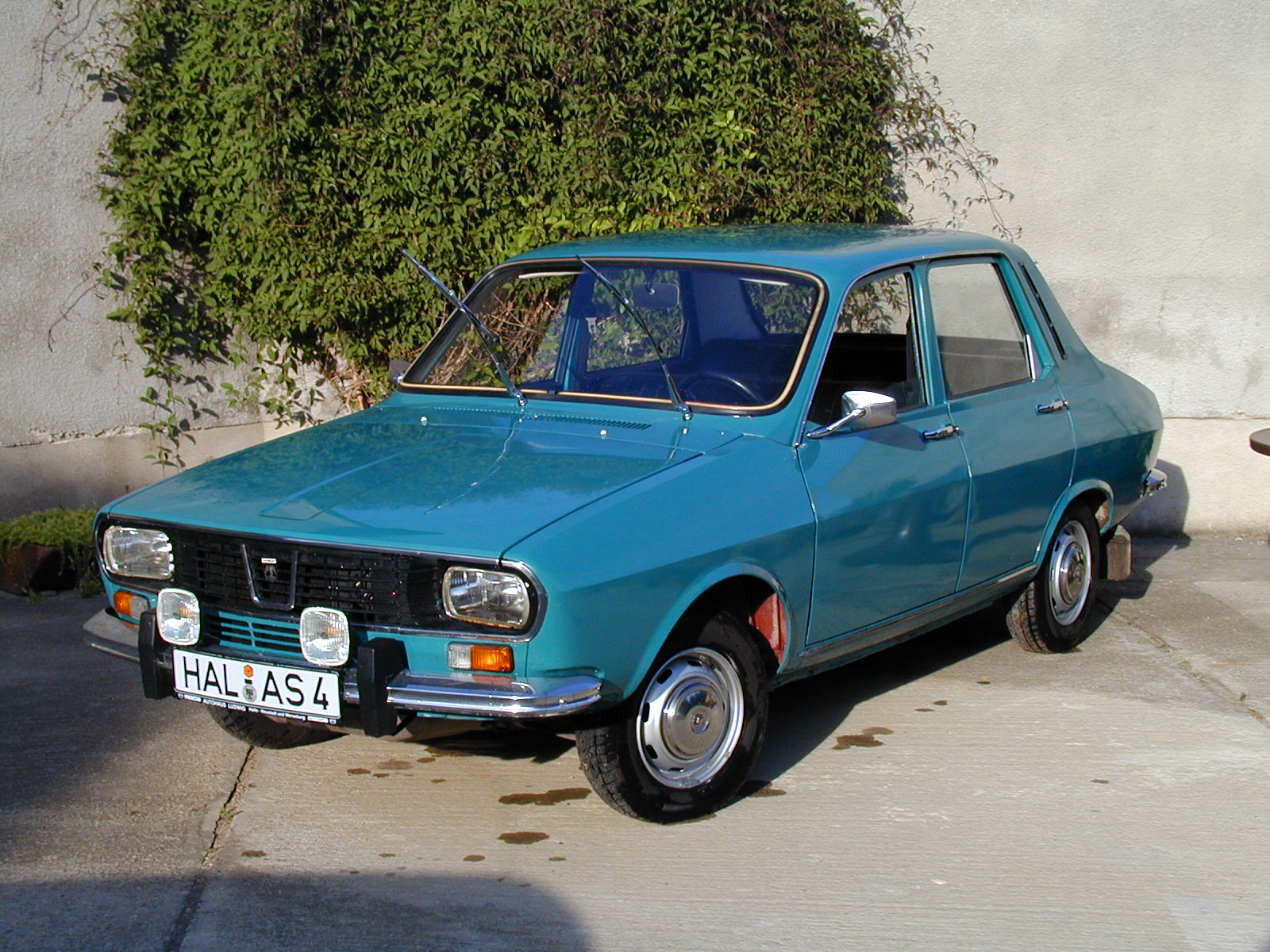
ダチア・1300

1966年に「UAP」の社名で設立し、翌年ルノー8を「ダチア1100」という名称でノックダウン生産した。1969年、ルノー12を「ダチア1300」としてノックダウン生産し1972年から国産化された。ボディスタイルは当初は4ドアセダンのみだったが、後にステーションワゴン、5ドアハッチバックを追加、また試作車に終わったものの、2ドアクーペ「ブラショビア」までも発表されている。さらには1980年代初めに、5ドアハッチバックの上級モデル、ルノー20も「ダチア2000」として製造され、主に官公庁やルーマニア共産党の上級職員に愛用されていた。

### 独立からルノー回帰
1980年代中盤、ダチアは一旦ルノーと離れ、独自のモデルを開発していく。まず排気量500ccのミニカー「Lăstun（ダチア500、ルーマニア語で「つばめ」）」が1989年まで生産されていた。その後1994年から5ドアセダンの「ノヴァ」を製造。このノヴァは500の直後に開発されるはずが、ルーマニア革命前後の混乱の影響で生産が遅れをきたしていた。ダチアの業績は悪化し、ついに1999年にはルノーが株式の過半数を取得して傘下に収め、ルノーの元で経営再建を図ることとなった。ノヴァは2000年にルノー・クリオのエンジンを与えられて「スーパーノヴァ」となり、さらに2003年にはフェイスリフトが行われて「ソレンザ」と改名した。

### ロガン登場

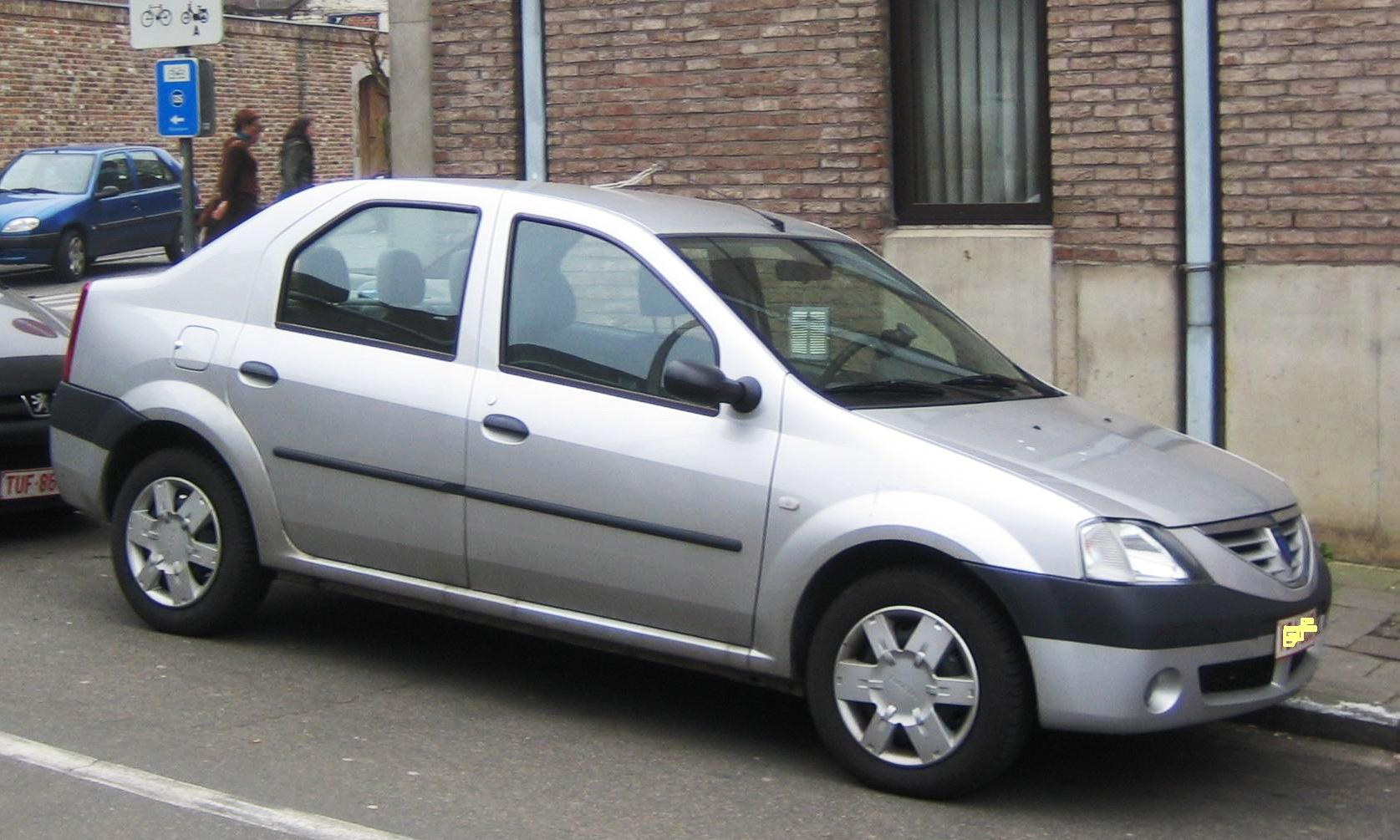
ダチア・ロガン

2004年にはニューモデル「ロガン」を発表した。既存ルノー各車のコンポーネントを巧みに組み合わせ、6000ユーロ（安全装備を含まない東欧仕様の価格。西欧仕様は7500ユーロから）という驚異的な低価格でまず4ドアセダンから発売した。
現在、ルーマニアを含む東欧諸国や、フランス（タヒチやニューカレドニアなどの海外県も含む）、ドイツ、スペインなどの西欧諸国へ輸出されている他、ロシア、コロンビア、モロッコ、インドで現地生産されており、近年中にイラン、中華人民共和国、マレーシアでも行われる予定である。また、2006年10月にはステーションワゴン（ロガンMCV）、2007年1月にはバン、2008年3月にはピックアップがラインナップに加わった。

### 車種拡充
さらに2008年にはハッチバックのサンデロが、2009年末にはクロスオーバーSUVのダスターがそれぞれ発表された。いずれもロガンのプラットフォームをベースに開発された。ダスターはフランスなどで高い人気を誇り、一部でバックオーダーとなった。

### ネット販売開始
2011年9月15日からイタリアにおいてダチア車のオンライン販売を開始。車種、グレード、塗装色、オプション、担当ディーラーなどを選択し、保証金を支払い最短15クリックで自動車の注文ができるというもの。以降ヨーロッパの数ヶ国で同様のシステムが導入されている。

### 販売地域拡大
2012年にはミニバンのロッジーおよび派生パネルバン/MPVのドッカーを相次いで発表した。この2車種はモロッコ北部のタンジェに設立されたルノーの最新工場にて製造が行われる。またロシアのほか、左側通行のインド、イギリス、アイルランドへも販路を広げており、右ハンドル仕様車の展開も増えている。
2022年1月の月間販売台数では、欧州全域の中でダチアのクロスオーバーSUVであるサンデロが1位を獲得した。

## 主な車種

### 現行生産車種
ダチアが展開されていない南米やロシア、インドなどの地域ではルノーブランド車として販売される。
- ロガン
- サンデロ/サンデロ ステップウェイ
- ダスター
- ジョガー
- スプリング

### 過去の生産車種

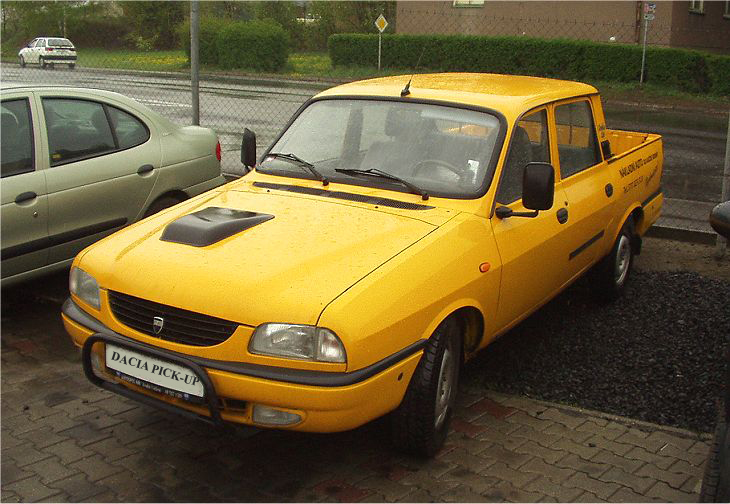
ダチア・ピックアップ

- ダチア1100 (Dacia 1100) - 1968年から1971年まで製造
- ダチア1300 (Dacia 1300) - 1969年から1983年まで製造
- ダチア・MD87 (ro: Dacia MD87) -  1987年、1992年から1993年まで製造[3][4]
- ダチア500 (Lăstun) - 1989年まで製造
- ダチア・1325 - 1991年から1996年まで製造
- ノヴァ (Nova) - 1995年から2000年まで製造
- スーパーノヴァ (SuperNova) - 2000年から2003年まで製造
- ソレンザ (Solenza) - 2003年から2005年まで製造
- ピックアップ - ダチア1300がベース。2006年12月製造終了[5]
- ロッジー
- ドッカー

## モータースポーツ

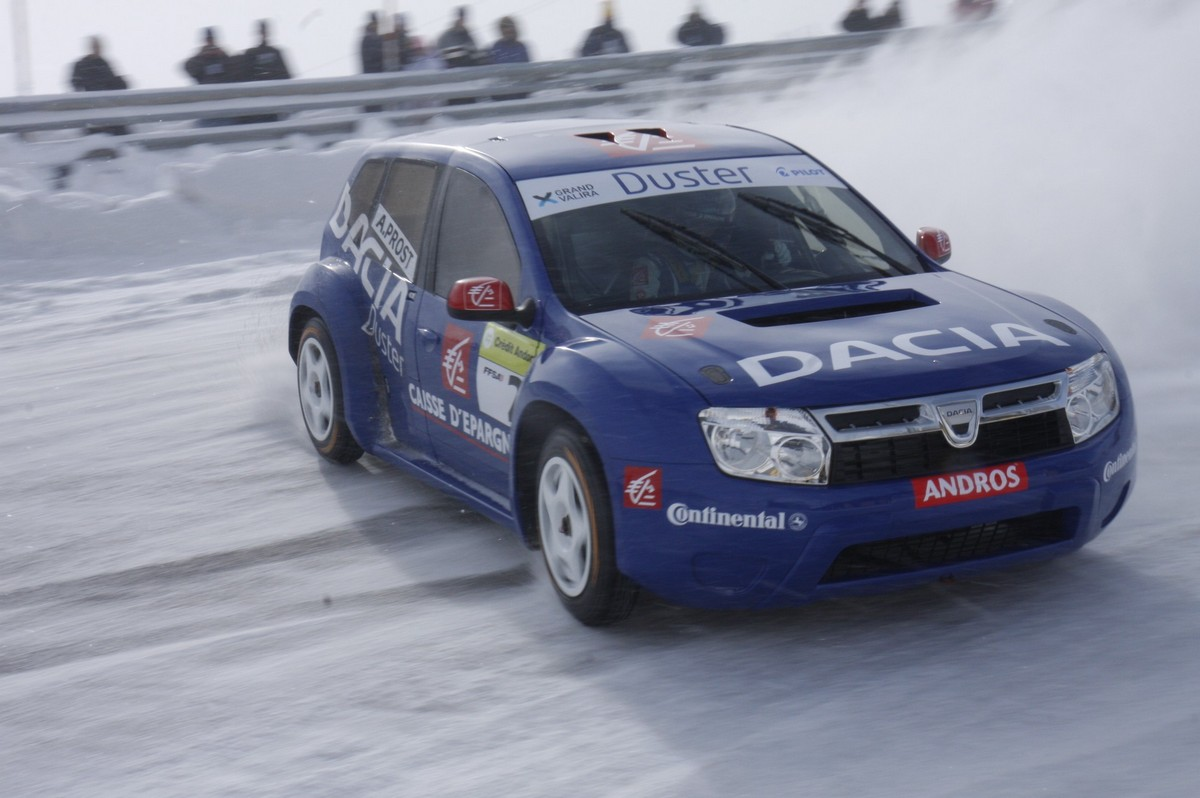
アラン・プロストがドライブするアンドロス・トロフィー仕様のダスター（2010年）

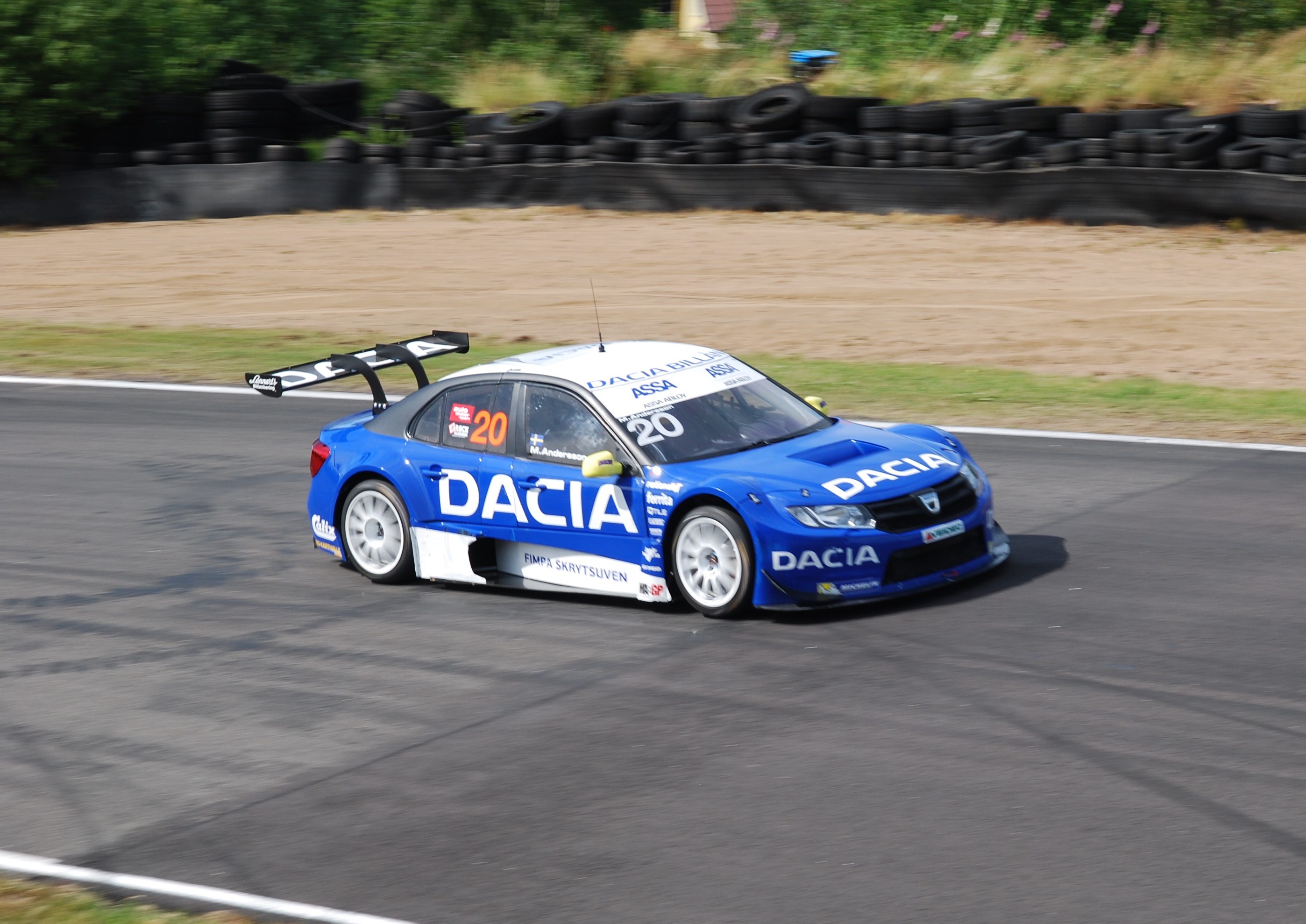
STCCに参戦（2015年）

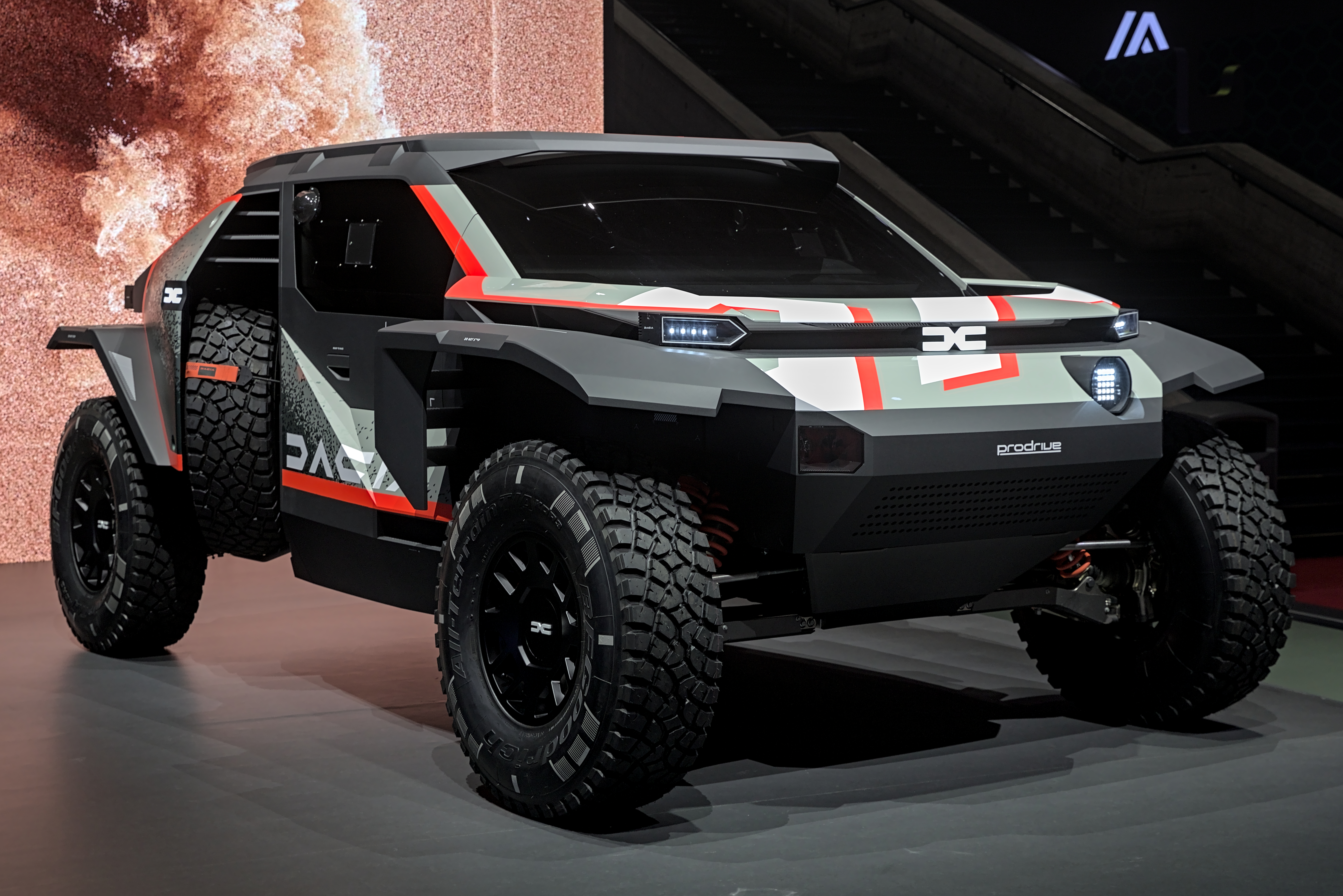
ダカール・ラリーに参戦するサンドライダー（2024年）

ダチアのモータースポーツ活動は親会社に比べると小規模で、以前はフランスの氷上レースのアンドロス・トロフィーと、米国のパイクスピーク・ヒルクライムのみであった。ラリー界にスーパー2000規定が導入されたときも、フィアットに並んでいち早くローガンをベースとしたマシンの開発計画を立ち上げたものの、実現すること無く立ち消えとなった。
2013年にSTCC（スカンディナヴィア・ツーリングカー選手権）で、ディーラーチームによりサーキットレースへ初めて本格的な参戦を行った。しかしTCR規定導入の2016年までに勝利を収めることはできなかった。
また2013年から2018年まで、親会社のレース部門であるルノー・スポール（現在のアルピーヌ）によって開発され日産のV8エンジンを搭載した、ダスターをベースとするT1がダカール・ラリーに参戦していた。しかし当時の二輪駆動バギーが猛威を振るっていた環境では埋もれ、トップ10フィニッシュを果たせなかった。
2024年からは、それまで独自マシンで参戦していたプロドライブをダチアがワークス化した上でダカール復帰し、日産製V6ツインターボを搭載した『サンドライダー』を開発。ドライバーにはセバスチャン・ローブ、ナサール・アルアティヤといった名ドライバーを招聘する。アル＝アティヤ/エドゥアルド・ブーランジェ組の活躍により、2024年W2RC（世界ラリーレイド選手権）のドライバー・ナビゲーター部門タイトルを獲得している。これはダチアにとって初のFIA世界選手権タイトルである（ただし同組は開幕戦ダカールのみ、プロドライブ・ハンターでの参戦）。
現在はオレカ製の共通コンポーネントを用いた、サンデロのグループR4キットカーのラリーカーがプライベーターによって販売されている。
ワンメイクレースとしては、2007年からローガンを用いた低コストなダチア・カップがドイツ・フランス・ルーマニア・ロシアで行われている。